# Pontons de Rochefort
Les pontons de Rochefort sont un ensemble de trois prisons flottantes, en rade de Rochefort, où des prêtres catholiques réfractaires qui ne voulaient pas prêter serment à la constitution civile du clergé pendant la période de la Terreur (durant la Révolution française), ont été regroupés et internés en vue d’être déportés vers les bagnes de Guyane.
Le 1er octobre 1995, 64 de ces prêtres ont été béatifiés par le pape Jean-Paul II. Leur fête a été fixée au 18 août. 

## Histoire
« Ces hommes étaient rayés du livre de la République, on m'avait dit de les faire mourir sans bruit… »

— Capitaine Laly, du ponton les Deux Associés.
Le clergé réfractaire refusant de signer la Constitution civile du clergé et de prêter le serment est si nombreux qu'on ne peut le condamner à la guillotine dans son ensemble : en 1792, il est donc décidé par l'Assemblée constituante de les déporter en Guyane ou à Madagascar via les ports de Nantes, Bordeaux et Rochefort. De longs convois s'acheminent vers l'océan. À Rochefort, où le stationnement est long, le transfert des prisonniers s'effectue sur des navires négriers (réduits à l'état de pontons) qui ne partiront jamais en Guyane : les Deux-Associés (capitaine Laly), le Washington (capitaine Gibert) ainsi que sur un navire ancien, le Bonhomme Richard,.
La plupart des prêtres déportés décéderont du typhus dû à l'insalubrité extrême, à l'absence totale d'hygiène, à la nourriture rare et très malsaine et aux mauvais traitements. Les malades du typhus sont transférés sur deux chaloupes-hôpital, puis sous des tentes ; ils y meurent et sont enterrés sur l'île Madame, (alors île Citoyenne), et sur l'île d'Aix (dans l'ossuaire des prêtres déportés),.
Le 13 juillet 1794, on transfère les prêtres sur l'Indien, à la suite d'une visite du Comité de salubrité et, à partir de 1794, un semblant de liberté leur est rendu avec possibilité de lire le courrier et le bréviaire. Les survivants sont libérés le 16 avril 1795. Beaucoup raconteront leurs aventures dans des mémoires publiés ultérieurement, et dont les récits concordent. En 1795 a lieu une seconde déportation.
La déportation sur les pontons de Rochefort aurait au moins concerné 829 prêtres, dont 547 ont péri d'avril 1794 aux premières semaines de 1795 (en tout entre mille et deux mille prêtres déportés). Puis sous le Directoire, à partir de mai 1798, 143 prisonniers, vieillards, infirmes ou convalescents, hors d'état de supporter le voyage vers l'outre-mer, furent déportés à l'île de Ré et à l'île d'Oléron (ils furent enfermés dans les forts). Un des prêtres survivants des pontons évangélisera le Bénin, comme a eu à le rappeler le cardinal Bernardin Gantin lors de la messe du pèlerinage à l'île Madame à l'occasion du bicentenaire de la déportation en 1989.
Soixante-quatre prêtres ou religieux déportés sont béatifiés par Jean-Paul II le 1er octobre 1995 dont Jean-Baptiste Souzy,,.

## Hommages
En 1880, des ossements de prêtres réfractaires des pontons de Rochefort sont trouvés lors de travaux sur les batteries de Jamblet et de Tridoux sur l'île d'Aix. Ils sont transférés dans la crypte de l'église Saint-Martin, puis dans le maître-autel. Une croix commémorative a été élevée en leur mémoire sur l'île d'Aix.
À l'entrée de l'île Madame, la croix de galets marque l'emplacement où le chanoine Pierre Lemonnier découvre quatre corps disposés en croix, les bras croisés sur la poitrine, le 12 décembre 1913.
Un sanctuaire des prêtres déportés a été construit en leur hommage à Port-des-Barques, qui est, avec la croix de galets, le lieu du pèlerinage diocésain annuel, depuis le premier pèlerinage diocésain officiel qui s'est déroulé le 18 août 1910. Jean-Auguste Eyssautier, évêque de La Rochelle et Saintes, bénit le calvaire à cette occasion. Une chapelle expiatoire est également érigée dans le fortin en 1912.
À Fouras, un calvaire est élevé à la mémoire des prêtres morts sur les pontons et dont 25 reposent sur les rivages de la commune.
Une plaque commémorative est visible au fort Lupin.
Un autel de l'église Saint-Martin de Saint-Martin-de-Ré est dédié aux 1 023 prêtres réfractaires de la seconde déportation emprisonnés dans la citadelle de Saint-Martin-de-Ré sous le Directoire (1798-1801), et dont 61 sont morts en captivité.
À Brouage, une grotte creusée dans l'épaisseur des remparts et dont le fond est tapissé de coquillages disposés en forme de coquille Saint-Jacques faisait partie de l'ancien palais des gouverneurs et avait reçu le nom de « cabinet de rocaille ». Les prêtres déportés en firent une chapelle.

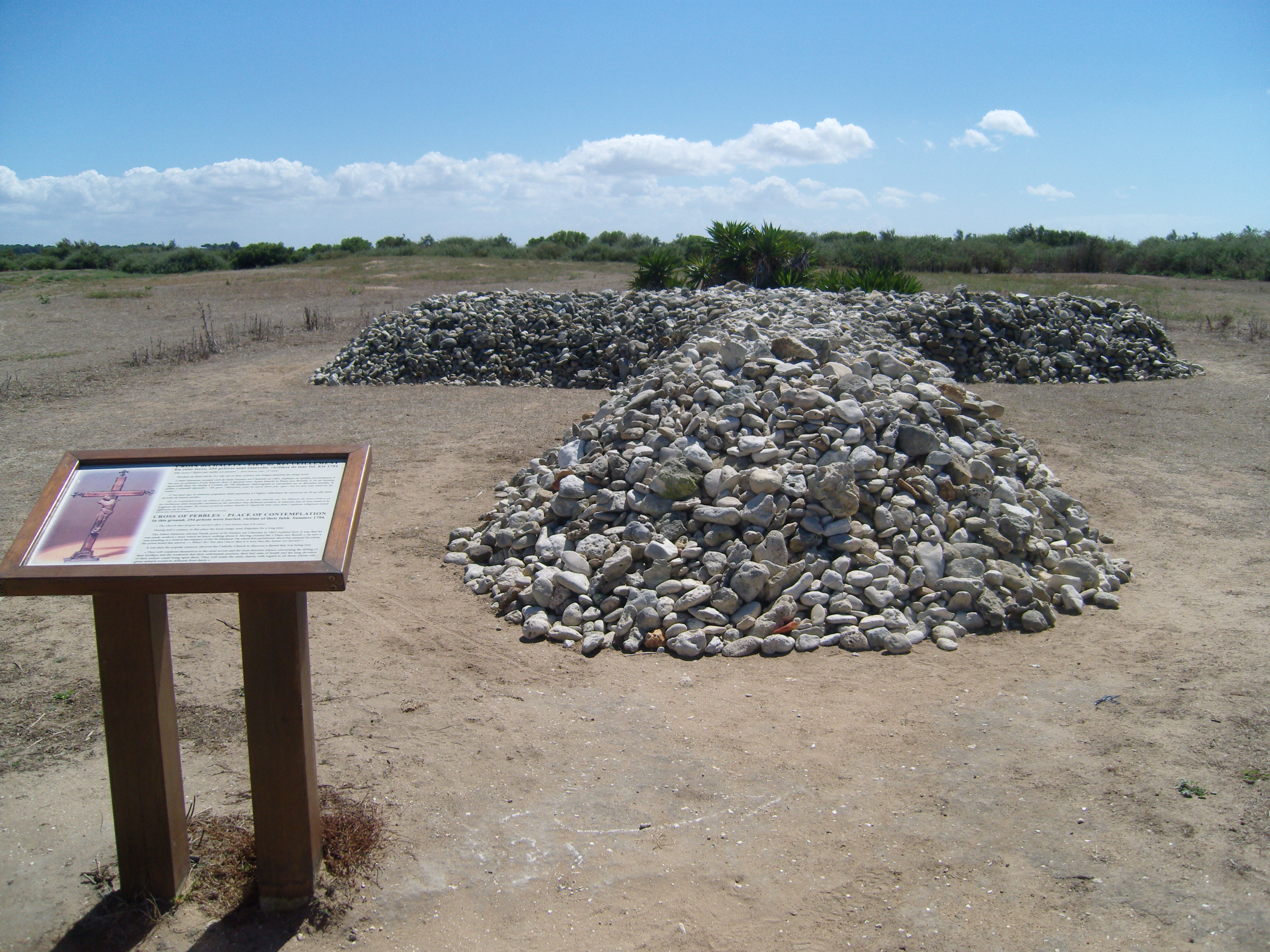
Croix de galets (île Madame).
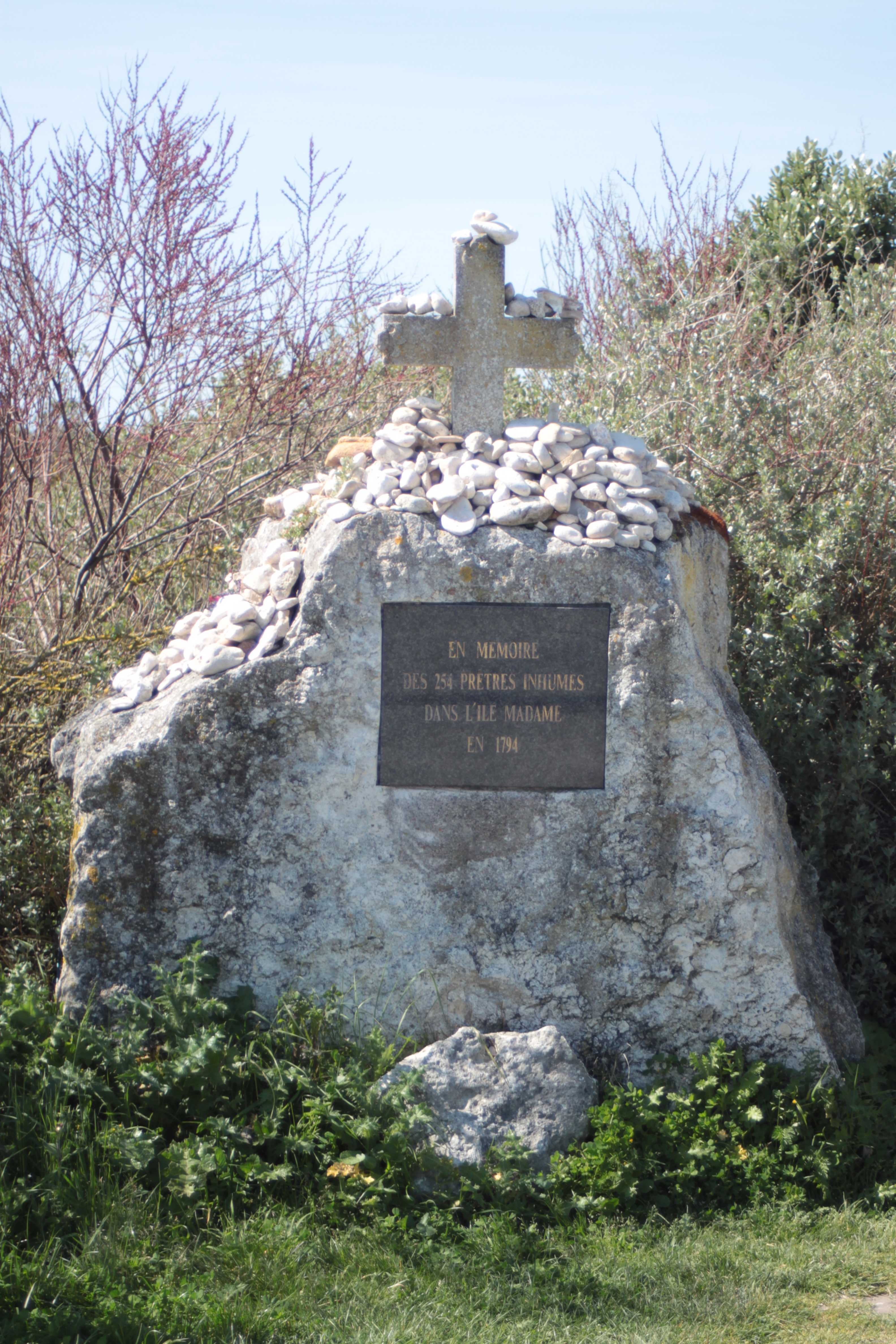
Croix commémorative aux prêtres réfractaires inhumés sur l'île Madame en 1794.
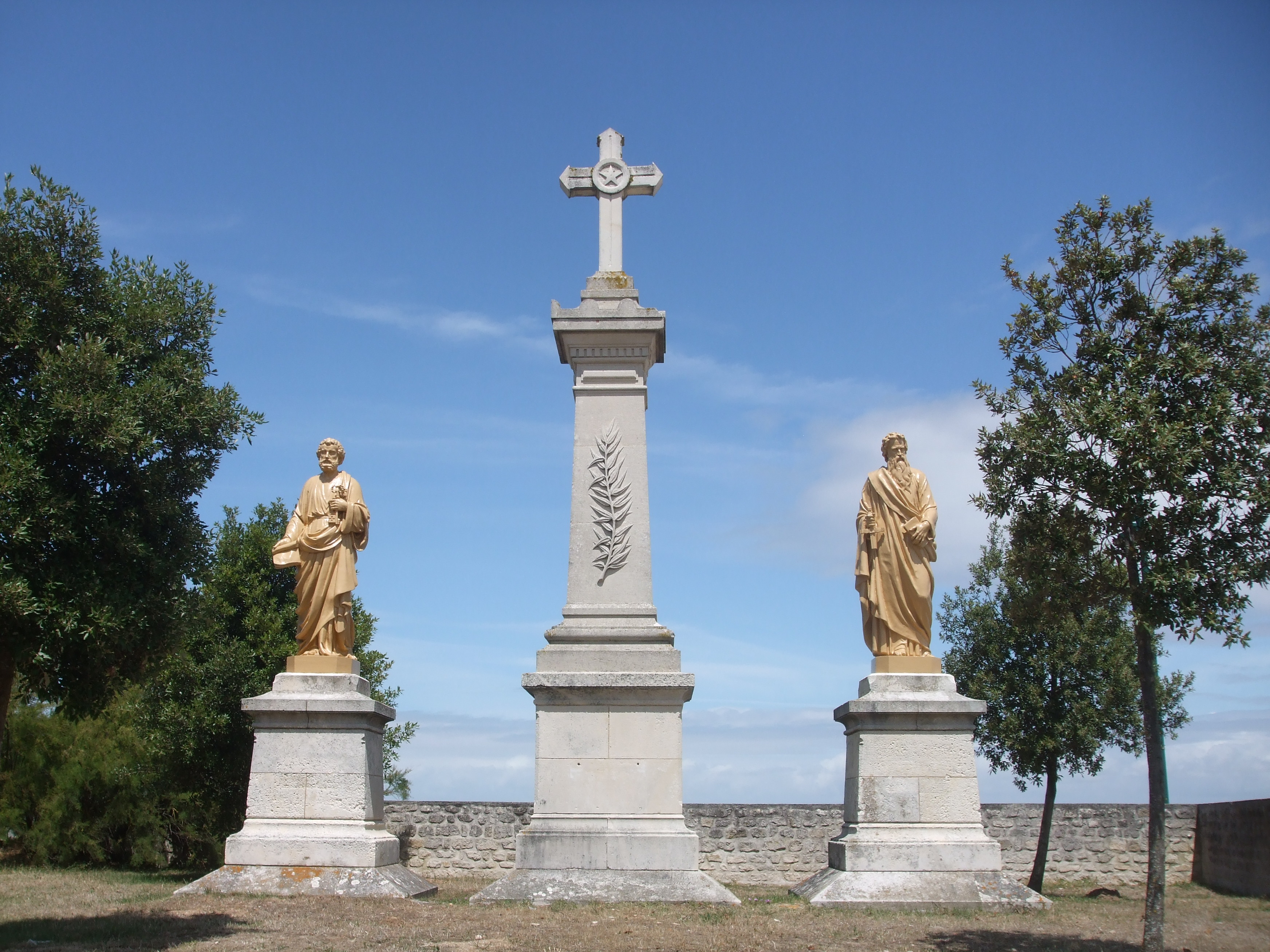
Calvaire du sanctuaire des prêtres déportés (Port-des-Barques).
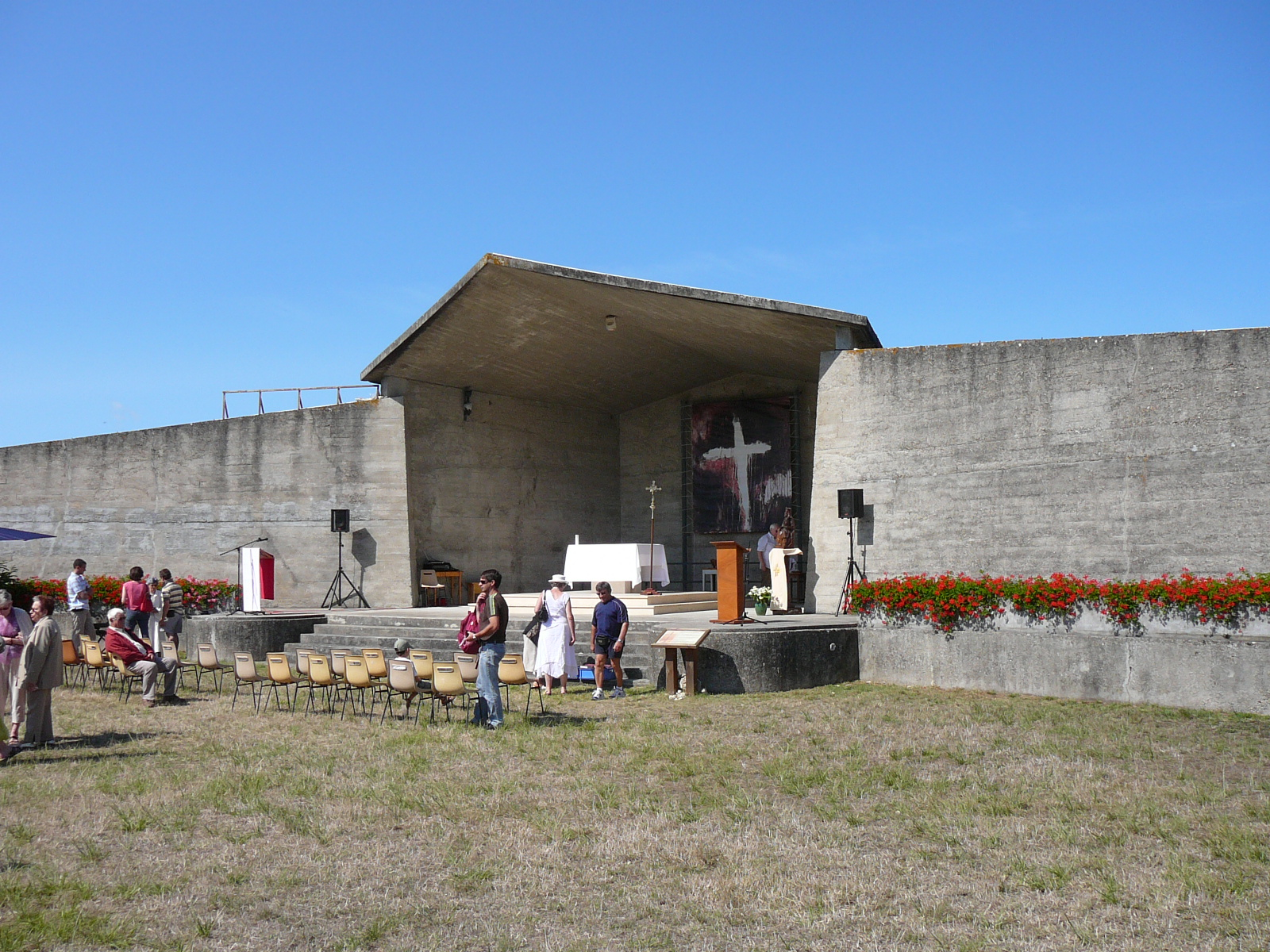
Autel du sanctuaire des Prêtres déportés (Port-des-Barques).
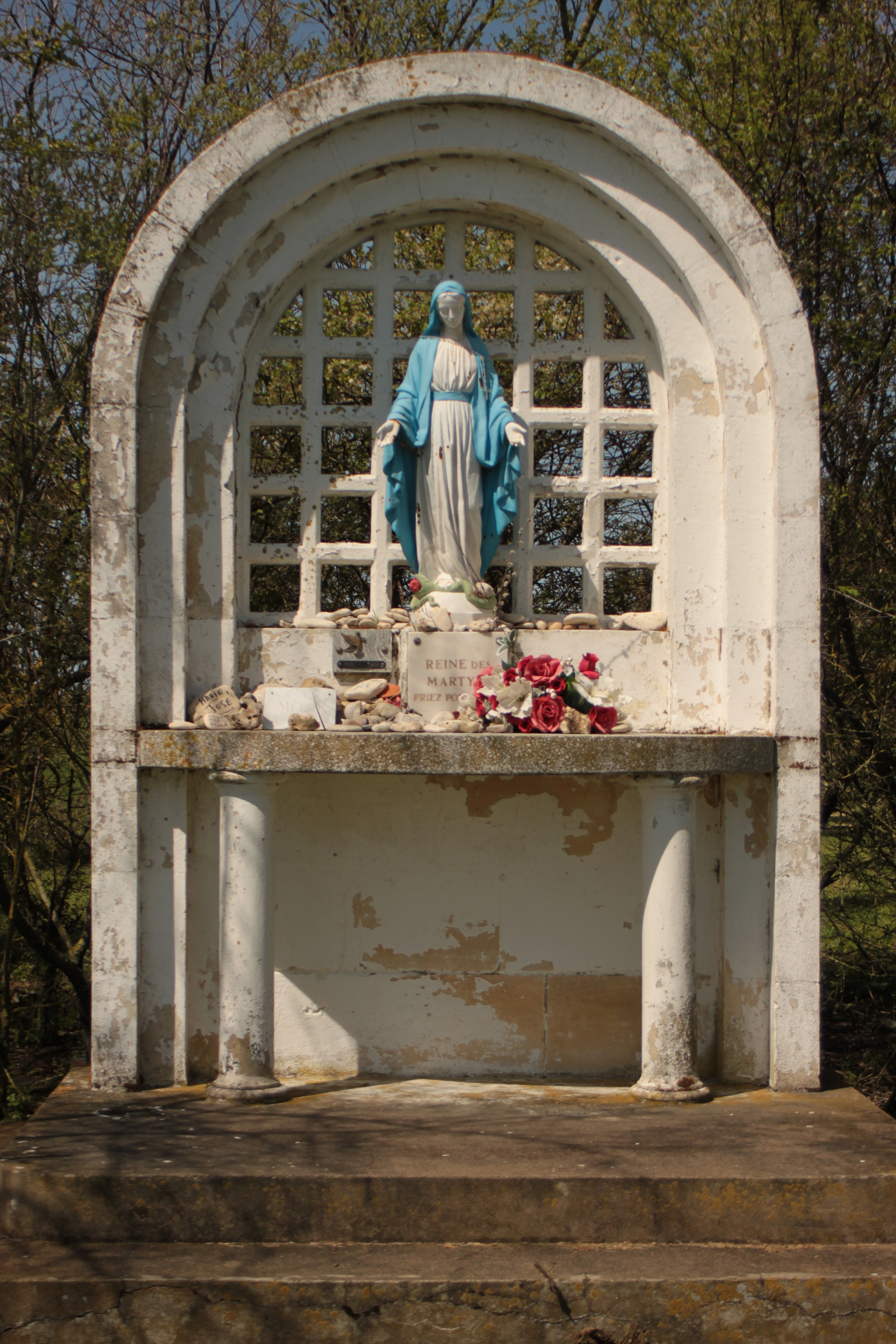
Oratoire Notre-Dame, reine des Martyrs (île Madame).
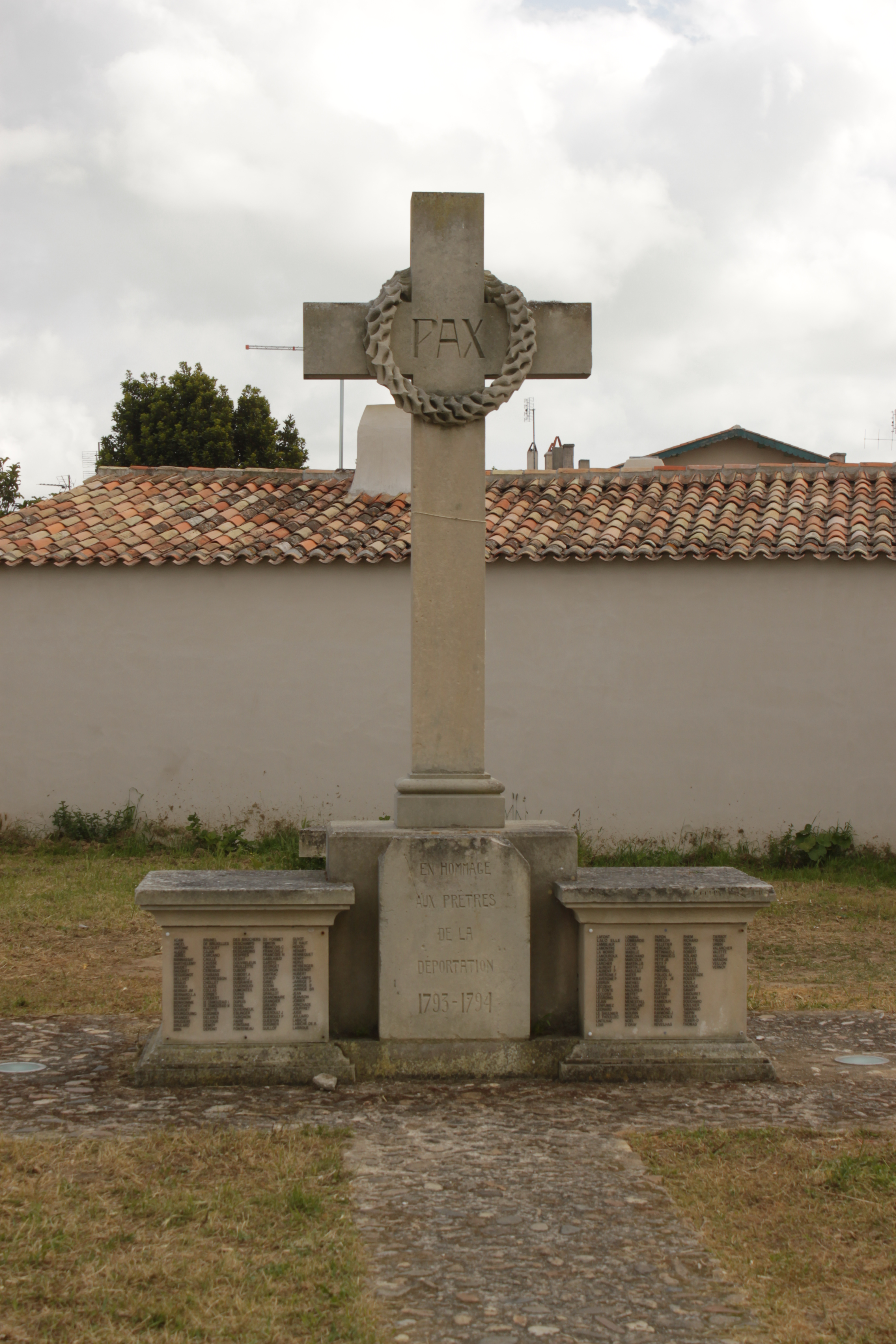
Monument en hommage aux prêtres de la déportation 1793-1794 (île d'Aix).
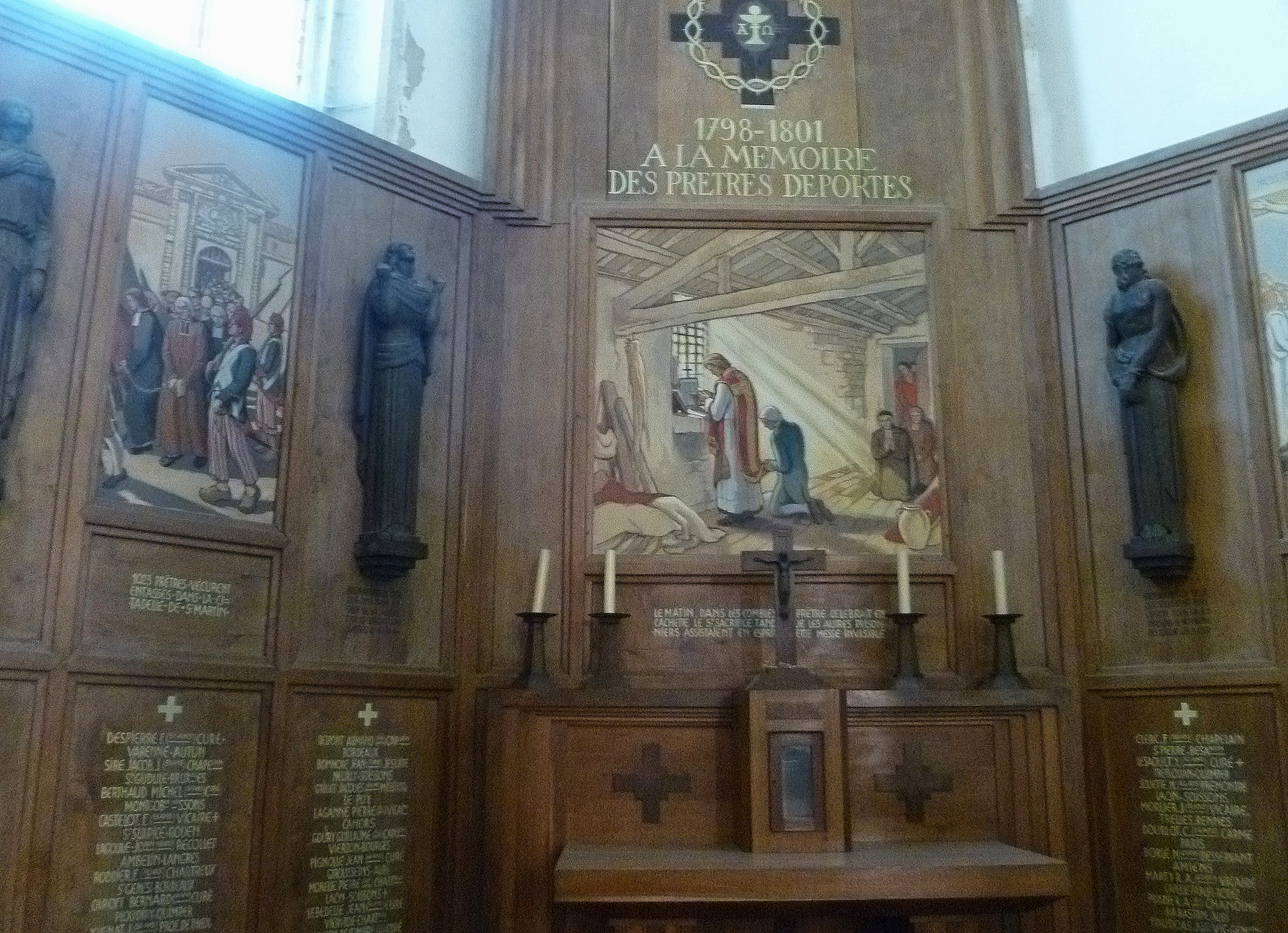
Chapelle dédiée dans l'église Saint-Martin de Saint-Martin-de-Ré.

## Liste des béatifiés
Les soixante-quatre prêtres ou religieux béatifiés par Jean-Paul II, à Rome le 1er octobre 1995 sont :
morts en 1794
1. Jean-Baptiste Étienne Souzy, prêtre du diocèse de La Rochelle ; déporté sur les Deux-Associés ; mort le 27 août 1794.
2. Antoine Banassat, curé de Saint-Fiel (Creuse) ; déporté sur les Deux-Associés ; mort le 18 août 1794.
3. Jean-Baptiste de Bruxelles, chanoine de Saint-Léonard (Haute-Vienne) ; déporté sur les Deux-Associés ; mort le 18 juillet 1794.
4. Florent Dumontet de Cardaillac, aumônier de la comtesse de Provence ; déporté sur les Deux-Associés ; mort le 5 septembre 1794.
5. Jean-Baptiste Duverneuil (« père Léonard »), carme de la maison d'Angoulême ; déporté sur les Deux-Associés ; mort le 1er juillet 1794[11].
6. Pierre Gabilhaud, curé de Saint-Christophe (Creuse) ; déporté sur les Deux-Associés ; mort le 13 août 1794.
7. Louis-Wulphy Huppy, prêtre du diocèse de Limoges ; déporté sur les Deux-Associés ; mort le 29 août 1794.
8. Pierre Jarrige de La Morelie de Puyredo, chanoine de Saint-Yrieix (Haute-Vienne) ; déporté sur les Deux-Associés ; mort le 12 août 1794.
9. Barthélemy Jarrige de La Morelie de Biars, bénédictin de l'abbaye de Lezat (Ariège) ; déporté sur les Deux-Associés ; mort le 13 juillet 1794.
10. Jean-François Jarrige de la Morelie du Breuil, chanoine de Saint-Yrieix (Haute-Vienne) ; déporté sur les Deux-Associés ; mort le 31 juillet 1794.
11. Joseph Juge de Saint-Martin, sulpicien, directeur de séminaire ; déporté sur les Deux-Associés ; mort le 7 juillet 1794.
12. Marcel-Gaucher de La Biche de Reignefort, missionnaire à Limoges. Déporté sur les Deux-Associés ; mort le 26 juillet 1794.
13. Pierre-Yrieix Labrouhe de Laborderie, chanoine de Saint-Yrieix (Haute-Vienne). Déporté sur les Deux-Associés ; mort le 1er juillet 1794[11].
14. Claude-Barnabé Laurent de Mascloux, chanoine du Dorat (Haute-Vienne). Déporté sur les Deux-Associés ; mort le 7 septembre 1794.
15. Jacques Lombardie, curé de Saint-Hilaire-Foissac (Corrèze). Déporté sur les Deux-Associés ; mort le 22 juillet 1794.
16. Joseph Marchandon, curé de Marsac (Creuse). Déporté sur les Deux-Associés ; mort le 22 septembre 1794.
17. François d'Oudinot de La Boissière, chanoine du diocèse de Limoges. Déporté sur les Deux-Associés ; mort le 7 septembre 1794.
18. Raymond Pétiniaud de Jourgnac, vicaire général de l'évêque de Limoges. Déporté sur les Deux-Associés ; mort le 26 juin 1794.
19. Jacques Retouret, carme de la maison de Limoges. Déporté sur les Deux-Associés ; mort le 26 août 1794.
20. Paul-Jean Charles (« frère Paul »), moine cistercien de l'abbaye de Sept-Fons (Allier). Déporté sur les Deux-Associés ; mort le 25 août 1794.
21. Augustin-Joseph Desgardin (« frère Élie »), frère convers de l'abbaye de Sept-Fons (Allier). Déporté sur les Deux-Associés ; mort le 6 juillet 1794.
22. Pierre-Sulpice-Christophe Faverge [ou Favergne ?] (« frère Roger »), des frères des écoles chrétiennes à Moulins. Déporté sur les Deux-Associés ; mort le 12 septembre 1794.
23. Joseph Imbert, jésuite. Déporté sur les Deux-Associés ; mort le 9 juin 1794.
24. Claude-Joseph Jouffret de Bonnefont, sulpicien, supérieur du petit séminaire d'Autun. Déporté sur les Deux-Associés ; mort le 10 août 1794.
25. Claude Laplace, prêtre à Moulins. Déporté sur les Deux-Associés ; mort le 14 septembre 1794.
26. Noël-Hilaire Le Conte, ancien musicien de la cathédrale de Bourges où il portait le titre de "vicaire de résidence". Déporté sur les Deux-Associés ; mort le 17 août 1794.
27. Pierre-Joseph Le Groing de La Romagère, chanoine à la cathédrale de Bourges. Déporté sur les Deux-Associés ; mort le 26 juillet 1794.
28. Jean-Louis Loir (bienheureux Jean-Baptiste-Xavier), capucin du couvent du Petit-Forez de Lyon. Déporté sur les Deux-Associés ; mort le 19 mai 1794.
29. Jean Mopinot (« frère Léon »), des frères des écoles chrétiennes à Moulins. Déporté sur les Deux-Associés ; mort le 21 mai 1794.
30. Philippe Papon, curé de Contigny (Allier). Déporté sur les Deux-Associés ; mort le 17 juin 1794.
31. Nicolas Sauvouret, cordelier à Moulins. Déporté sur les Deux-Associés ; mort le 16 juillet 1794.
32. Jean-Baptiste Vernoy de Montjournal, chanoine à Moulins. Déporté sur les Deux-Associés ; mort le 1er juin 1794.
33. Louis-Armand-Joseph Adam, cordelier à Rouen. Déporté sur les Deux-Associés ; mort le 13 juillet 1794.
34. Charles-Antoine-Nicolas Ancel, eudiste à Lisieux. Déporté sur les Deux-Associés ; mort le 29 juillet 1794.
35. Claude Béguignot, chartreux au Petit-Quevilly, près de Rouen. Déporté sur les Deux-Associés ; mort le 16 juillet 1794.
36. Jean Bourdon (« frère Protais »), capucin à Sotteville, près de Rouen. Déporté sur les Deux-Associés ; mort le 23 août 1794.
37. Louis-François Le Brun, moine bénédictin de la congrégation de Saint-Maur. Déporté sur les Deux-Associés ; mort le 20 août 1794.
38. Michel-Bernard Marchand, prêtre du diocèse de Rouen. Déporté sur les Deux-Associés ; mort le 15 juillet 1794.
39. Pierre-Michel Noël, prêtre du diocèse de Rouen. Déporté sur les Deux-Associés ; mort le 5 août 1794.
40. Gervais-Protais Brunel, moine cistercien de Mortagne (Orne). Déporté sur les Deux-Associés ; mort le 20 août 1794.
41. François François (« frère Sébastien »), capucin. Déporté sur les Deux-Associés ; mort le 10 août 1794.
42. Jacques Gagnot (« père Hubert de Saint-Claude »), carme de la maison de Nancy. Déporté sur les Deux-Associés ; mort le 10 septembre 1794.
43. Jean-Baptiste Guillaume (« frère Uldaric »), des frères des écoles chrétiennes à Nancy. Déporté sur les Deux-Associés ; mort le 27 août 1794.
44. Jean-Georges Rehm (« père Thomas »), dominicain au couvent de Sélestat (Alsace). Déporté sur les Deux-Associés ; mort le 11 août 1794.
45. Claude Richard, bénédictin à Moyenmoutier (Vosges). Déporté sur les Deux-Associés ; mort le 9 août 1794.
46. Jean Hunot, chanoine à Brienon-l'Archevêque (Yonne). Déporté sur le Washington ; mort le 7 octobre 1794.
47. Sébastien-Loup Hunot, chanoine à Brienon-l'Archevêque (Yonne). Déporté sur le Washington ; mort le 17 novembre 1794.
48. François Hunot, chanoine de Brienon-l'Archevêque (Yonne). Déporté sur le Washington ; mort le 6 octobre 1794.
49. Georges-Edme René, chanoine à Vézelay. Déporté sur le Washington ; mort le 2 octobre 1794.
50. Lazare Tiersot, chartreux à Beaune (Côte-d'or). Déporté sur le Washington ; mort le 10 août 1794.
51. Scipion-Jérôme Brigeat de Lambert, doyen du chapitre d'Avranches (Manche). Déporté sur le Washington ; mort le 4 septembre 1794[12].
52. Jean-Nicolas Cordier, jésuite. Déporté sur le Washington ; mort le 30 septembre 1794.
53. Charles-Arnould Hanus, curé et doyen du chapitre de Ligny (Meuse). Déporté sur le Washington ; mort le 28 août 1794.
54. Antoine Auriel-Constant, vicaire à Calviac et Sainte-Mondane (Dordogne). Déporté sur les Deux-Associés ; mort le 16 juin 1794.
55. Élie Leymarie de Laroche, prieur de Coutras (Gironde). Déporté sur les Deux-Associés ; mort le 22 août 1794.
56. François Mayaudon, chanoine à Saint-Brieuc puis à Soissons. Déporté sur les Deux-Associés ; mort le 11 septembre 1794.
57. Claude Dumonet, professeur au collège de Mâcon (Saône-et-Loire). Déporté sur le Washington ; mort le 13 septembre 1794.
58. Jean-Baptiste Laborie du Vivier, chanoine de la cathédrale de Mâcon (Saône-et-Loire). Déporté sur les Deux-Associés ; mort le 27 septembre 1794.
59. Gabriel Pergaud, génovéfain de l'abbaye de Beaulieu (Côtes-d'Armor). Déporté sur les Deux-Associés ; mort le 21 juillet 1794.
60. Michel-Louis Brulard, carme de la maison de Charenton. Déporté sur les Deux-Associés ; mort le 25 juillet 1794.
61. Charles-René Collas du Bignon, sulpicien, supérieur du petit séminaire de Bourges. Déporté sur les Deux-Associés ; mort le 3 juin 1794.
62. Jacques-Morelle Dupas, vicaire à Ruffec. Déporté sur les Deux-Associés ; mort le 21 juin 1794.
63. Jean-Baptiste Ménestrel, chanoine à Remiremont (Vosges). Déporté sur le Washington ; mort le 16 août 1794.

mort en 1795
1. Nicolas Tabouillot, curé de Méligny-le-Grand (Meuse). Déporté sur le Washington ; mort le 23 février 1795.

## Autres clercs prisonniers sur les pontons de Rochefort
- Mathias Le Groing de La Romagère, mort évêque de Saint-Brieuc en 1841
- Charles-Marie de Feletz
- Charles-Adrien de Cholet, chanoine de la cathédrale de Toul et de la collégiale de Ligny-en-Barrois, mort le 10 octobre 1794 sur le Washington
- Pierre-Grégoire de Labiche de Reignefort, chanoine de Limoges, mort en 1831
- Jean Michel, curé de la cathédrale de Nancy
- Pierre-Joseph Rousseau, mort en 1800
- Michel-François Soudais, mort curé de Beugnon en 1843
- Claude Rollet, mort archiprêtre de Bar-le-Duc en 1836
- Antoine-Jean Besson, chanoine de Saint-Brieuc, mort en 1813
- Claude Masson, prêtre du diocèse de Nancy, mort en 1837
- Philippe Bottin, prêtre du diocèse de Paris
- Nicolas-Isaïe d'Aligre, chanoine titulaire de Paris, grand-vicaire du diocèse de Bourges, interné dans le ponton "Washington", mort à Paris en 1839
- François-Gervais d'Aligre, chanoine de Saint-Sauveur, frère du précédent, interné dans le ponton "Washington", y décédé, enterré sur l'Ile Madame en 1794
- René Santigny, mort curé d'Avallon en 1838
- Jacques Maugras, mort curé de Saulxures en 1840
- Simon Guilloreau, curé de Saint-Rémy-du Plain
- Claude Dumonet, mort en déportation
- Antoine Lequin, curé de Loriges
- Jean-Antoine Pone, mort en 1840
- Nicolas Parisot, mort le 14 octobre 1794 à l'île Madame
- André Perret
- Jean-Baptiste Chamblet de La Couture, mort curé du Dorat en 1832
- Nicolas Dugrézeau
- Nicolas Thibiat, supérieur du séminaire de Metz, mort en 1832
- Jean Baptiste Laborie, gardien des Cordeliers de Périgueux, libéré à Saintes, membre de la loge maçonnique L'Anglaise de l'Amitié de Périgueux (1774)
- Jacques Ravette, chanoine de la cathédrale de Rouen, mort le 26 août 1794 à l'île Madame
- Joseph Ravette, chanoine de la cathédrale de Rouen, mort le 26 août 1794 à l'île Madame